# Fahad Al-Mehallel
Fahad Abdulrahman Al-Mehallel (en árabe: فهد عبدالرحمن المهلل‎, nacido el 11 de noviembre de 1970 en Riad, Riad) es un exfutbolista saudita. Jugaba de delantero y su último club fue el Al Nassr de Arabia Saudita.
Al-Mehallel desarrolló su carrera en varios clubes, entre los que se encuentran Al Shabab y Al Nassr. Además, fue internacional absoluto por la Selección de fútbol de Arabia Saudita y disputó las Copas Asiáticas de 1992 y 1996, así como las Copas Mundiales de la FIFA de 1994 y 1998.

## Trayectoria

### Clubes
| Club      | País           | Año         |
| --------- | -------------- | ----------- |
| Al Shabab | Arabia Saudita | 1990 - 1999 |
| Al Nassr  | Arabia Saudita | 1999 - 2002 |

### Selección nacional
| Selección | País           | Año         |
| --------- | -------------- | ----------- |
| Sub-20    | Arabia Saudita | 1989        |
| Absoluta  | Arabia Saudita | 1992 - 1999 |

## Estadísticas

### Selección nacional
Fuente:
| Selección de Arabia Saudita | Selección de Arabia Saudita | Selección de Arabia Saudita |
| Año                         | Part.                       | Goles                       |
| --------------------------- | --------------------------- | --------------------------- |
| 1992                        | 9                           | 1                           |
| 1993                        | 16                          | 6                           |
| 1994                        | 12                          | 3                           |
| 1995                        | 7                           | 1                           |
| 1996                        | 17                          | 10                          |
| 1997                        | 19                          | 4                           |
| 1998                        | 3                           | 0                           |
| 1999                        | 4                           | 1                           |
| Total                       | 87                          | 26                          |

#### Goles internacionales
| No  | Fecha                    | Sede                             | Oponente        | Gol     | Resultado | Competición                                          |
| --- | ------------------------ | -------------------------------- | --------------- | ------- | --------- | ---------------------------------------------------- |
| 1.  | 6 de diciembre de 1992   | Doha, Catar                      | Kuwait          | 1 gol   | 2-1       | Copa de Naciones del Golfo de 1992                   |
| 2.  | 18 de abril de 1993      | Singapur                         | Nueva Zelanda   | 1 gol   | 3-1       | Partido amistoso                                     |
| 3.  | 1 de mayo de 1993        | Kuala Lumpur, Malasia            | Macao           | 1 gol   | 6-0       | Eliminatorias para la Copa Mundial de Fútbol de 1994 |
| 4.  | 20 de septiembre de 1993 | Al Kobhar, Arabia Saudita        | Tailandia       | 1 gol   | 3-0       | Partido amistoso                                     |
| 5.  | 6 de octubre de 1993     | Al Kobhar, Arabia Saudita        | Rusia           | 1 gol   | 4-2       | Partido amistoso                                     |
| 6.  | 18 de octubre de 1993    | Doha, Catar                      | Corea del Norte | 1 gol   | 2-1       | Eliminatorias para la Copa Mundial de Fútbol de 1994 |
| 7.  | 28 de octubre de 1993    | Doha, Catar                      | Irán            | 1 gol   | 4-3       | Eliminatorias para la Copa Mundial de Fútbol de 1994 |
| 8.  | 20 de abril de 1994      | Tolón, Francia                   | Islandia        | 1 gol   | 2-0       | Partido amistoso                                     |
| 9.  | 10 de noviembre de 1994  | Abu Dabi, Emiratos Árabes Unidos | Baréin          | 1 gol   | 3-1       | Copa de Naciones del Golfo de 1994                   |
| 10. | 16 de noviembre de 1994  | Abu Dabi, Emiratos Árabes Unidos | Kuwait          | 1 gol   | 2-0       | Copa de Naciones del Golfo de 1994                   |
| 11. | 8 de octubre de 1995     | Washington, Estados Unidos       | Estados Unidos  | 1 gol   | 3-4       | Partido amistoso                                     |
| 12. | 19 de septiembre de 1996 | Riad, Arabia Saudita             | Zambia          | 2 goles | 2-1       | Partido amistoso                                     |
| 13. | 19 de septiembre de 1996 | Riad, Arabia Saudita             | Zambia          | 2 goles | 2-1       | Partido amistoso                                     |
| 14. | 15 de octubre de 1996    | Mascate, Omán                    | Omán            | 1 gol   | 1-0       | Copa de Naciones del Golfo de 1996                   |
| 15. | 21 de octubre de 1996    | Mascate, Omán                    | Baréin          | 1 gol   | 3-1       | Copa de Naciones del Golfo de 1996                   |
| 16. | 29 de noviembre de 1996  | Al Kobhar, Arabia Saudita        | Indonesia       | 2 goles | 4-1       | Partido amistoso                                     |
| 17. | 29 de noviembre de 1996  | Al Kobhar, Arabia Saudita        | Indonesia       | 2 goles | 4-1       | Partido amistoso                                     |
| 18. | 5 de diciembre de 1996   | Dubái, Emiratos Árabes Unidos    | Tailandia       | 2 goles | 6-0       | Copa Asiática 1996                                   |
| 19. | 5 de diciembre de 1996   | Dubái, Emiratos Árabes Unidos    | Tailandia       | 2 goles | 6-0       | Copa Asiática 1996                                   |
| 20. | 8 de diciembre de 1996   | Dubái, Emiratos Árabes Unidos    | Irak            | 1 gol   | 1-0       | Copa Asiática 1996                                   |
| 21. | 16 de diciembre de 1996  | Abu Dabi, Emiratos Árabes Unidos | China           | 1 gol   | 4-3       | Copa Asiática 1996                                   |
| 22. | 9 de marzo de 1997       | Singapur                         | Indonesia       | 1 gol   | 4-0       | Partido amistoso                                     |
| 23. | 20 de marzo de 1997      | Shah Alam, Malasia               | Bangladés       | 1 gol   | 4-1       | Eliminatorias para la Copa Mundial de Fútbol de 1998 |
| 24. | 14 de septiembre de 1997 | Riad, Arabia Saudita             | Kuwait          | 1 gol   | 2-1       | Eliminatorias para la Copa Mundial de Fútbol de 1998 |
| 25. | 11 de octubre de 1997    | Riad, Arabia Saudita             | Catar           | 1 gol   | 1-0       | Eliminatorias para la Copa Mundial de Fútbol de 1998 |
| 26. | 11 de septiembre de 1999 | Harare, Zimbabue                 | Zambia          | 1 gol   | 2-1       | Partido amistoso                                     |

#### Participaciones en fases finales
| Torneo                                     | Sede                   | Resultado        | Partidos | Goles |
| ------------------------------------------ | ---------------------- | ---------------- | -------- | ----- |
| Campeonato Mundial Juvenil de la FIFA 1989 | Arabia Saudita         | Primera fase     | 2        | 0     |
| Copa Rey Fahd 1992                         | Arabia Saudita         | Subcampeón       | 2        | 0     |
| Copa Asiática 1992                         | Japón                  | Subcampeón       | 3        | 0     |
| Copa Mundial de Fútbol de 1994             | Estados Unidos         | Octavos de final | 0        | 0     |
| Copa Rey Fahd 1995                         | Arabia Saudita         | Primera fase     | 2        | 0     |
| Copa Asiática 1996                         | Emiratos Árabes Unidos | Campeón          | 6        | 4     |
| Copa Confederaciones 1997                  | Arabia Saudita         | Primera fase     | 3        | 0     |
| Copa Mundial de Fútbol de 1998             | Francia                | Primera fase     | 1        | 0     |

## Palmarés

### Títulos nacionales
| Título                         | Club      | País           | Año  |
| ------------------------------ | --------- | -------------- | ---- |
| Liga Profesional Saudita       | Al Shabab | Arabia Saudita | 1991 |
| Liga Profesional Saudita       | Al Shabab | Arabia Saudita | 1992 |
| Liga Profesional Saudita       | Al Shabab | Arabia Saudita | 1993 |
| Copa del Príncipe de la Corona | Al Shabab | Arabia Saudita | 1993 |
| Copa del Príncipe de la Corona | Al Shabab | Arabia Saudita | 1996 |
| Copa del Príncipe de la Corona | Al Shabab | Arabia Saudita | 1999 |

### Títulos internacionales
| Título                             | Club (*)       | Sede     | Año  |
| ---------------------------------- | -------------- | -------- | ---- |
| Liga de Campeones Árabe            | Al Shabab      | Doha     | 1992 |
| Copa de Clubes Campeones del Golfo | Al Shabab      | Riad     | 1993 |
| Copa de Clubes Campeones del Golfo | Al Shabab      | Kuwait   | 1994 |
| Copa de Naciones del Golfo         | Arabia Saudita | Abu Dabi | 1994 |
| Supercopa Árabe                    | Al Shabab      | Riad     | 1995 |
| Copa Asiática                      | Arabia Saudita | Abu Dabi | 1996 |

(*) Incluyendo la Selección

### Distinciones individuales
| Distinción                                     | Año  |
| ---------------------------------------------- | ---- |
| Máximo goleador de la Liga Profesional Saudita | 1991 |
| Equipo del Torneo de la Copa Asiática          | 1996 |